# Маша (Маша и Медведь)
Ма́ша — девочка, персонаж мультсериала «Маша и Медведь».

## Описание
Маленькая зеленоглазая девочка, примерно лет шести. По характеру любопытная, упрямая и независимая, а также настойчивая. В то же время очень добрая. Поведение — непослушная и непоседливая.
Маша любит сладости и леденцы на палочке, мультфильмы, игрушки, детские книжки. Любит проказничать и хулиганить — переставлять и играть с кубками и наградами своего друга Медведя, с мячом; задаёт разнообразные вопросы и прыгает в ведре. Путает лево и право.
Она умеет делать «лунную походку» и иногда косит глаза. Серьёзно владеет приёмами рукопашного боя. Прекрасно готовит варенье, хорошо играет в шахматы и теннис. Умеет играть на электрогитаре. Любит рассказывать сказки и страшилки.

## Биография
Про родителей ничего не известно. Маша живёт около железнодорожной станции, в маленьком домике. У неё есть двоюродная сестра Даша — голубоглазая девочка с платиновыми волосами того же возраста; носит очки, отличается от Маши поведением и  характером. Дружит с бурым Медведем, который живет неподалеку от дома Маши.

## Появления
- 2009—н. в. — «Маша и Медведь»
- 2011—2013 — «Машины сказки»
- 2014—2018 — «Машины страшилки»
- 2022 — «Маша и Медведь в кино: 12 месяцев»
- 2023 — «Маша и Медведь в кино: Скажите „Ой!“»
- 2024 — «Маша и Медведь в кино: Парк чудес»

## Разработка персонажа
Образ маленькой девочки впервые посетил Олега Кузовкова во время отдыха в Крыму. Рядом с ним отдыхала девочка, которая не могла ни минуты усидеть на месте, за что её родители прозвали «маленький ядерный реактор». У девчушки были явно заметны командирские наклонности, она командовала и своими и чужими. Окружающие настолько от неё уставали, что едва завидев её, пытались поскорее укрыться, что не всегда удавалось. Тогда-то Кузовкову и пришла идея увековечить «монстрика» в забавном мультфильме.
Неугомонный ребёнок не дававший покоя родителям, напомнил Олегу Кузовкову персонаж О. Генри из рассказа «Вождь краснокожих». Кузовков также подтверждает большое влияние русских народных сказок и традиций советской мультипликации на героев сериала «Маша и Медведь».
Замысел сериала сформировался у Олега Кузовкова ещё в 1996 году. Постепенно у него выкристаллизовалась идея использования фольклорных персонажей и достаточно необычное сочетание «взрослый — ребёнок». При этом авторы решили отойти от назидательности и позволили Маше баловаться и шалить. Медведь олицетворяет взрослого, спокойно относящегося к непоседе и позволяющего ребёнку оставаться самим собой. Команда начала работать над сериалом в 2007 году. На экраны первые эпизоды вышли в 2009 году, и с тех пор сериал и его герои стали популярны во всём мире. Команда не адаптирует героев и их поведение для разных стран. Тем не менее Маша стала весьма популярна, в том числе и в странах мусульманского мира (в частности в Индонезии) благодаря тому, что всегда носит платочек на голове.

## Озвучивание персонажа
На русском языке Машу первые два сезона озвучивала Алина Кукушкина, начав работу в сериале с возраста шести лет. Считается что успех сериала во многом зависел от её голоса и интонаций. Озвучивание персонажа Маши сделало Алину Кукушкину звездой, а зрители окрестили ей «Почётной Машей всея Руси».
В третьем и четвёртом сезонах персонаж озвучивала Варвара Саранцева, в пятом сезоне — певица Юлия Зуникова, воспитанница детской школы искусств «Тутти».
На английском языке озвучиванием персонажа занималась Элси Фишер, известная по озвучиванию сиротки Агнес в мультфильме «Гадкий я».

## Награды
В 2015 году мультсериал «Маша и Медведь» завоевал премию Kidscreen Awards в номинации Best Animation, что стало первым признанием российской сериальной анимации на международном профессиональном уровне. Награда — аналог детского «Оскара» для телеиндустрии, одна из главных наград в мире коммерческой анимации, которая вручается в категориях «Программы для детей» и «Вещание для детей».

## Популярность

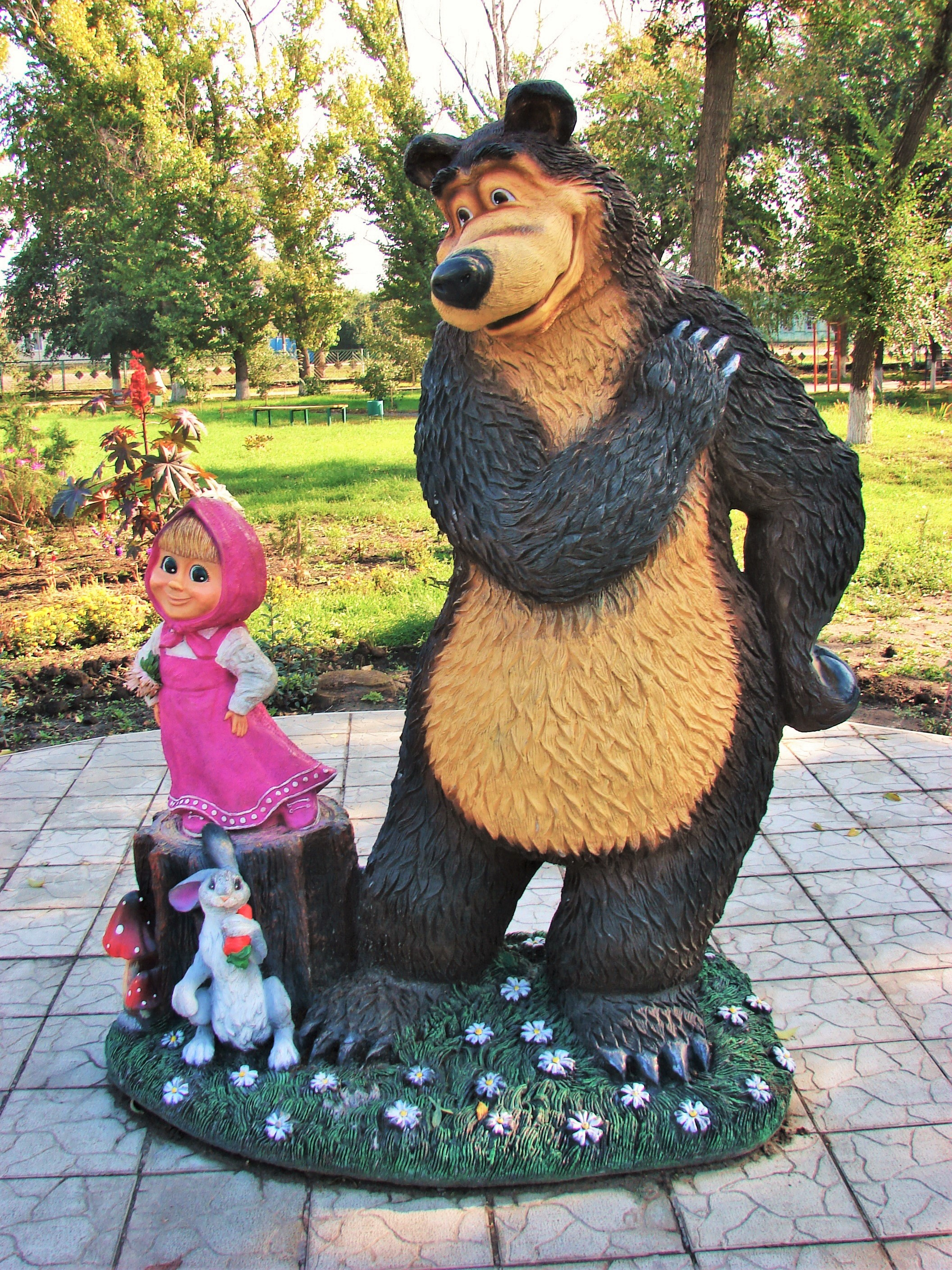
Скульптура Маши и Медведя в Елани

В мае 2012 года в городе Суровикино (Волгоградская область) на Аллее Детства был установлен памятник мультипликационным персонажам Маше и Медведю. Медведь, растянувшись на траве, держит над собой маленькую Машу.
В июне 2013 года персонажам мультфильма «Маша и Медведь» был установлен изготовленный из бетона и пластика памятник в городе Еманжелинске (Челябинская область), а также скульптурная композиция «Маша и Медведь» из пенобетона на металлическом каркасе в городе Кемерово.
29 декабря 2015 года Маша стала гостем 576 выпуска программы «Вечерний Ургант».
В январе 2016 года компания Indigo Kids выпустила компьютерную игру «Маша Доктор: больница для животных», в которой Маша открыла в лесу ветеринарную клинику, в которой лечит животных, живущих по соседству. В игре 9 персонажей мультфильма, 35 способов лечить животных, лечение зубов у животных, три мини-игры для детей.

## Критика
Критика сериала связана главным образом с поведением главной героини. Многие родители жаловались, что после просмотра сериала дети начинают подражать Маше. Лидия Матвеева, профессор кафедры методологии психологии факультета психологии МГУ имени М. В. Ломоносова, считает, что образ Маши противоречит традиционным ценностям:
«К сожалению, героиня мультфильма ведёт себя иначе, проявляя непочтительность по отношению к Медведю (который одновременно воплощает и образ сакрального для нашей страны животного, и образ отца) и постоянно безнаказанно нарушает социальные нормы, получая за это позитивное подкрепление».
 Также профессор добавила, что постоянная быстрая смена кадров в мультсериале может вызвать у ребёнка логоневроз.
Популярность Маши в мусульманских странах, по мнению информагентства «Associated Press», связано с её внешним видом, вызывающим ассоциации с традиционным мусульманским одеянием женщины — полностью покрытое одеждой тело и платок на голове. «Маша, которая одета в национальный костюм с платком, стала именем нарицательным во многих мусульманских странах, включая Индонезию».

## Судебные иски
Целую серию исков подали в разных регионах России правообладатели героев популярных мультфильмов. Они требовали компенсаций за продажу нелицензионных товаров с изображением Маши и Медведя, в том числе и на упаковке. За торговлю недорогими детскими игрушками с предпринимателей взыскивали разорительные суммы.